# Малішево-Перкуси
Малішево-Перкуси (пол. Maliszewo-Perkusy) — село в Польщі, у гміні Завади Білостоцького повіту Підляського воєводства.
Населення — 132 особи (2011).
У 1975-1998 роках село належало до Ломжинського воєводства.

## Демографія
Демографічна структура станом на 31 березня 2011 року:
|          | Загалом | Допрацездатний вік | Працездатний вік | Постпрацездатний вік |
| -------- | ------- | ------------------ | ---------------- | -------------------- |
| Чоловіки | 68      | 11                 | 43               | 14                   |
| Жінки    | 64      | 12                 | 38               | 14                   |
| Разом    | 132     | 23                 | 81               | 28                   |